# Gombás Géza
Gombás Géza (Zalaegerszeg, 1895. június 6. – Budapest, 1949. június 9.) statisztikus, könyvtáros, a Központi Statisztikai Hivatal könyvtárának igazgatója.

## Életútja
1914-ben szerzett tanítói oklevelet Csáktornyán. 1925-ben közgazdászként diplomázott a Műegyetemen, 1931-ben doktorált.
1922 decemberében kezdte meg szolgálatát a Központi Statisztikai Hivatalban. 1924 januárjától a könyvtárban tevékenykedett. 1928-ban statisztikai tisztté, 1933-ban statisztikai ellenőrré, 1938-ban statisztikai főtisztté nevezték ki. 1941 januárjától haláláig a hivatal könyvtárának vezetője volt előbb miniszteri segédtitkári, 1942-től miniszteri titkári, 1944-től miniszteri osztálytanácsosi rangban.
A könyvtárból való eltávolítása után, 1949-ben öngyilkos lett. A Farkasréti temetőben temették el, sírját felszámolták. Kézirathagyatékát a KSH Könyvtár őrzi.

## Társasági tagságai
1941-ben és 1946-ban a Magyar Könyvtárosok és Levéltárosok Egyesülete választmányi tagjává, 1946-ban a Magyar Statisztikai Társaság tagjává választották.

## Munkássága
Nevéhez fűződik a könyvtár katalógusrendszerének megújítása. 1935-től irányította a magyarországi könyvtermelési statisztika készítését, amelyet 1941-ben átszervezett, és alapjául a kötelespéldány-szolgáltatást tette meg. Legtöbb írását a (Magyar) Statisztikai Szemlében publikálta.

## Főbb művei
- Kisbirtokosságunk népesedési jelentősége és fontosabb demológiai adatai. Magyar Statisztikai Szemle, 1931. 7. sz. 639–657. o.
- A Szovjet-Únió közművelődési viszonyai. Magyar Statisztikai Szemle, 1945. 1–6. sz. 113–126. o. (Szabó Bertalannal és Szathmári Gáborral)